# Изпитателен срок
„Изпитателен срок“ (на английски: Straight Time) е американски филм драма от 1978 година с режисьор Улу Гросбард с участието на Дъстин Хофман.

## Сюжет
Престъпникът Макс Дембо е освободен под гаранция след седем години затвор. Той е под надзора на инспектор за надзор на освободени престъпници. Между тях възниква конфликт и Макс, който не иска да загуби самочувствие, е принуден да се върне в подземния свят.

## В ролите
| Актьор            | Роля         |
| ----------------- | ------------ |
| Дъстин Хофман     | Макс Дембо   |
| Хари Дийн Стантън | Джери Шуе    |
| Гари Бюси         | Уили Дарин   |
| Тереза Ръсел      | Джени Мърсър |
| Майкъл Емет Уолш  | Ърл Франк    |
| Кати Бейтс        | Селма Дарин  |
| Рита Тагарт       | Карол Шуе    |
| Санди Барон       | Мани         |
| Джейк Бъзи        | Хенри Дарин  |